# لوكاس بروكوب
لوكاس بروكوب (بالألمانية: Lukas Prokop) هو لاعب كرة قدم نمساوي، ولد في 26 أبريل 1999. لعب مع أوستريا فيينا.

## وصلات خارجية
- لوكاس بروكوب على موقع قاعدة بيانات كرة القدم.إي يو (الإنجليزية)
- لوكاس بروكوب على موقع عالم كرة القدم.نت (الإنجليزية)